# 630年
| 千纪： | 1千纪                                                                                           |
| 世纪： | 6世纪 \| 7世纪 \| 8世纪                                                                         |
| 年代： | 600年代 \| 610年代 \| 620年代 \| 630年代 \| 640年代 \| 650年代 \| 660年代                       |
| 年份： | 625年 \| 626年 \| 627年 \| 628年 \| 629年 \| 630年 \| 631年 \| 632年 \| 633年 \| 634年 \| 635年 |
| 纪年： | 庚寅年（虎年）；高昌延壽七年；唐貞觀四年；新罗建福四十七年；日本舒明天皇二年；日本皇紀1290年    |

## 大事记
- 1月1日——伊斯蘭教先知穆罕默德帶領軍隊向麥加進發，兵不血刃就奪取了這座聖地。
- 正月，李靖率三千騎從馬邑趁夜北進，佔領定襄城南的重要戰略據點—惡陽嶺。
- 陰山之戰，李靖夜襲擊陰山東突厥駐地。颉利可汗先后逃至碛口、苏尼失部，三月，李道宗、张宝相军迫使苏尼失俘颉利可汗率众投降，東突厥汗國滅亡。此後，薛延陀成為中國北方草原的主要力量，但仍臣服于唐。
- 定襄之戰大破東突厥之後，四夷君長尊稱唐太宗為天可汗。
- 西突厥肆葉護可汗擊敗莫賀咄可汗，西突厥再次統一。
- 玄奘在伊塞克湖目睹突厥人在分头前往世界各地前的最后集合。
- 高昌國王麴文泰入唐朝贡。唐太宗賜文泰妻华容公主宇文氏李姓，封常乐公主。
- 日本派出遣唐使。
- 唐太宗詔令全國縣學皆建置孔廟，此後地方的官學也以孔廟為中心。
- 4月27日——薩珊王朝將領沙赫爾巴拉茲攻佔首都泰西封，處決國王阿爾達希爾三世，自立為王。
- 6月9日——沙赫爾巴拉茲成為國王僅40天就被貴族所謀殺，沙赫爾巴拉茲之子沙普爾五世短暫地繼任國王，不久後遭到罷黜，改立霍斯勞二世的女兒阿扎米杜赫特。

## 各国领袖

### 美洲
- 玛雅 - 巴加尔二世, 帕伦克君主 (615–683)

### 亚洲
- 遮娄其王朝 - 補羅稽舍二世（英语：Pulakesi II）, 遮娄其王朝君主 (609–642)
- 中国 (唐朝) - 唐太宗, 中国皇帝 (627–649)
- 突厥
  - 东突厥 - 颉利可汗 (621–630)
  - 西突厥 - 统叶护可汗 (618–630)
- 薛延陀 - 真珠可汗, 可汗 (628–645)
- 高昌 - 麴文泰, 高昌王 (623–640)
- 吐谷浑 - 伏允, 可汗 (597–635)
- 吐蕃 - 松赞干布, 吐蕃赞普 (629–650)
- 日本 (飞鸟时代) - 舒明天皇, 日本天皇 (629–641)
- 朝鲜半岛 (朝鲜三国) -
  - 百济 - 武王, 百济王 (600–641)
  - 高句丽 - 荣留王, 高句丽王 (618–642)
  - 新罗 - 真平王, 新罗王 (579–632)
- 北印度 - 戒日王 (606–648)

### 中东
- 阿拉伯 - 穆罕默德 (-632)
- 波斯 - 阿尔达希尔三世, 波斯皇帝 (628–630)

### 欧洲
- 阿瓦尔 -
  - 库勃拉特（英语：Kubrat）, 阿瓦尔可汗 (617–665)
  - 欧嘉纳（英语：Organa）, 摄政 (617–630)
- 拜占庭帝国 - 希拉克略 (610–641)
- 法兰克王国 - 達戈貝爾特一世, 法兰克国王 (629–634)
  - 阿基坦王国 - 查理贝尔特二世, 阿基坦国王 (629–632)
- 伦巴底王国 - 阿里奥德 (626–636)
- 摩拉维亚 - 萨莫, 斯拉夫王 (623–658)
- 英格兰 (七国时代) - 埃德温（英语：Edwin of Northumbria）, 不列颠的统治者（Bretwalda）
  - 东盎格利亚 - 
    - 艾格利司（英语：Ecgric of East Anglia） (629–636)
    - 西格伯特（英语：Sigebert of East Anglia）, 东盎格利亚国王 (629–634)

  - 埃塞克斯王国 - 西吉伯特一世（英语：Sigeberht I of Essex） (617–653)
  - 肯特王国 - 伊德鲍尔德（英语：Eadbald of Kent） (616–640)
  - 默西亚王国 - 彭达, 默西亚王 (ca.626–655)
  - 诺森布里亚 - 埃德温（英语：Edwin of Northumbria）, 诺森布里亚王(616–632)
  - 萨塞克斯王国 -
  - 韦塞克斯 - 西内吉尔斯, 韦塞克斯王 (611–643)
- 苏格兰
  - 达尔里阿达 - 多纳尔, 达尔里阿达（Dál Riata）王 (629–642)
  - 斯特拉斯克莱德王国 - 比利一世（英语：Bili I of Strathclyde） (621–633)
- 西哥特王国 - - 苏因提拉（英语：Suintila）(621–631)
- 威尔士 -
  - 格威尼德王国 - Cadwallon ap Cadfan (625–634)
  - 波伊斯王国 - Eiludd Powys (613–642?)

## 出生
- 狄仁杰，唐朝宰相（700年去世,70岁）

## 逝世
- 4月27日——阿爾達希爾三世，波斯薩珊王朝的國王，喀瓦德二世之子，霍斯勞二世（得勝王）遭貴族謀殺後，波斯國內一片混亂的時期被推上王位的諸多掛名君主之一。
- 5月6日——杜如晦，唐朝大臣。
- 6月9日——沙赫爾巴拉茲，薩珊王朝的將領，在霍斯勞二世手下擔任斯帕巴德，602年－628年拜占庭－薩珊戰爭中的主要指揮官之一，曾率軍圍攻君士坦丁堡，630年發動政變篡位，但僅40天後就被貴族所謀殺。
- 義成公主，隋朝和親公主，先後嫁給東突厥汗國啟民可汗、始畢可汗、處羅可汗、頡利可汗。
- 阿尔达希尔三世，伊朗萨珊王朝国王
- 莫賀咄可汗，西突厥可汗，達頭可汗之子，統葉護可汗的伯父。